# Paus Alexander II
Alexander II, geboren als Anselmo da Baggio (Baggio (bij Milaan), rond 1010/15 - Rome, 21 april 1073) was paus van 1061 tot 1073. Alexander was al vanaf 1053 bisschop van Lucca en werd in 1061 paus.
Als mede-leider van de Pataria-beweging en als bisschop van Lucca (1057-1061) had hij getoond dat hij tot de hervormingsgezinde partij behoorde.
Zijn keuze werd sterk bevorderd door Hildebrand (zijn opvolger als paus Gregorius VII), die zijn grote steun is geweest. Zijn pauskeuze, conform het decreet van zijn voorganger Nicolaas II zónder vorstelijke inmenging, werd aanleiding tot een kortstondig schisma (tegenpaus Honorius II; synode van Mantua in 1064)
Hij voerde een steeds straffer geleid saneringsprogramma, dat simonie en lekeninvestituur bestreed, maar door de versterking van de pauselijke invloed tot conflicten leidde met de jonge Hendrik IV in Duitsland (Investituurstrijd).
Hij steunde de beginnende Reconquistà in Spanje (eerste kruistochtaflaat), Willem de Veroveraar in Engeland (1066) en de Noormannen in Zuid-Italië (1067)
Alexander werd opgevolgd door Hildebrand, die de titel Gregorius VII koos.